# Хилсайд
Хилсайд (на английски: Hillside) е село в окръг Кук, щата Илинойс, САЩ.
Населението му към 2011 г. наброява 8157 души. В града има 5 общообразователни училища, 3 колежа и университет.